# 布蘭卡一世
布蘭卡一世（西班牙語：Blanca I de Navarra，1387年7月6日—1441年4月1日），納瓦拉女王，1425年—1441年在位。

## 家庭
1419年，布蘭卡與亞拉岡王子胡安結婚，共有1子3女：
- 卡洛斯四世（1421年—1461年），1441年成為（名義上的）納瓦拉國王
- 胡安娜公主（1423年—1425年），夭折
- 布蘭卡二世（1424年—1464年），1461年成為（名義上的）納瓦拉女王
- 萊昂諾爾（1426年—1479年），1479年成為納瓦拉女王